# Édouard Al-Kharrat
Édouard Al-Kharrat est un écrivain égyptien d'expression arabe, né le 16 mars 1926 à Alexandrie, d'une famille copte originaire de Haute-Égypte et décédé le 1er décembre 2015.
Romancier, nouvelliste, poète, critique littéraire et critique d'art, il a été l'initiateur, le promoteur et le rassembleur de deux générations d'écrivains égyptiens. Trois de ses romans constituent une trilogie cohérente, bien que Al-Kharrat les ait publiés séparément. 

## Traductions en français
- Alexandrie, terre de safran (traduit par Luc Barbulesco), Julliard, Paris, 1990. Rééd. Actes Sud, 1997, 256 p.
- Belles d'Alexandrie (traduit par Luc Barbulesco), Actes sud, Arles, 1997, 224 p.
- Les Pierres de Bobello (traduit par Jean-Pierre Milelli), Actes Sud, Arles, 1999, 168 p.
- La Danse des passions, (traduit par Marie Francis-Saad), Actes Sud, Arles, 1997, 128 p. (nouvelles)